# Вулиця Івана Сірка (Житомир)
Вулиця Івана Сірка — вулиця Житомира, названа на честь українського полководця, кошового отамана Запорізької Січі та Війська Запорозького Івана Сірка.

## Розташування
Вулиця починається від перетину з Андріївською вулицею, напроти 2-го провулку Танкістів, прямує на північний схід, через 1000 метрів завертає під прямим кутом праворуч та через 300 метрів закінчується перетином з Покровською вулицею, напроти Північної вулиці.
Перетинається з Піщаною та Будівельною вулицями.
Довжина вулиці — 1400 метрів.

## Історія
Раніше вулиця носила назви Західна та Будьонного.
Нову назву надано розпорядженням Житомирського міського голови від 19 лютого 2016 року, котрим перейменовано вулицю Будьонного на вулицю Івана Сірка.
Під час обговорення перейменувань вулиць Житомира розглядалась пропозиція надати вулиці ім'я Валерії Новодворської та Євгена Рихліка.

## Транспорт
- Автобус № 110, 10 — на Андріївській вулиці.

## Установи та організації
- Свято-Георгіївська церква ПЦУ — буд.№ 50